# Sexebreen
De Sexebreen is een gletsjer op het eiland Nordaustlandet, dat deel uitmaakt van de Noorse eilandengroep Spitsbergen.
De gletsjer is vernoemd naar Noors geoloog Sjur Aamundssøn Sexe (1808-1888).

## Geografie
De gletsjer is zuid-noord georiënteerd en ligt in het noordoostelijk deel van het eiland in Orvin Land. Ze komt vanaf de ijskap Austfonna mondt in het noorden uit in een kleine baai, uitkomend op de Noordelijke IJszee.
Op ongeveer zeven kilometer ten oosten ligt de gletsjer Leighbreen en op ruim drie kilometer naar het westen de gletsjer Normanbreen.